# Motorola A1200
Motorola A1200 — Linux-аппарат с сенсорным экраном, который продавался на азиатском рынке. При продаже в Гонконге модель была переименована в MING по чтению китайского иероглифа, который состоит из знаков, обозначающих солнце и луну, то есть первоначально телефон был создан только для китайского рынка. Но впоследствии аппарат под названием A1200i стал продаваться и в Бразилии. При этом «i» означает международный (international). В аппарате использована новая технология дизайна — флип (крышка), который выполнен из прозрачного пластика. Под ним хорошо виден экран.
Был представлен на рынке в декабре 2005 года.

## Техническая спецификация
- Основной процессор: Intel XScale PXA270 processor
- Дополнительный процессор: Freescale ARM CPU with a Motorola 56000 DSP обеспечивающий связь с сетью.
- Стандарты связи: GSM 850/900/1800/1900 МГц (quad band), GPRS Class 10, EDGE.
- Интерфейсы связи: Mini USB, Bluetooth
- Вес: около 122 г
- Размер: Около 95,7 × 51,7 × 21,5 мм
- Дисплей: 240 × 320; 262k; 2,4" TFT Сенсорный экран
- Камера: 2 мегапиксельная камера, с возможностью записывать видео и макросъемкой. Режим макро/пейзаж переключается с помощью небольшого рычажка в верхней части телефона.
- Память: Transflash карты памяти, поддерживает карточки объёмом до 2 ГБ и до 32 ГБ при установке соответствующих драйверов.
- Время разговора: от 3 до 7,4 часов
- Время ожидания: от 140 до 250 часов
- Батарея 850 мА·ч. Есть возможность установки батареи на 1020 мА·ч

Время работы зависит от загруженности ЦП (центрального процессора), использования SWAP (раздел подкачки), яркости подсветки, настроек радиомодуля.

## Дополнительные возможности
- Браузер: WAP 2.0, WML , xHTML, HTML
- Аудио: MIDI (40), MP3, WAV, AMR, WMA, AAC+ А также возможность установки нативных плееров, позволяющих слушать ogg, flac и многие другие форматы.
- Стерео FM радио(возможность сохранять до 100 станций и работать без гарнитуры)
- Отправка/принятие сообщений с помощью: e-mail, MMS, SMS
- Электронная почта: POP3, IMAP4, SMTP
- Просмотр документов (PDF, Word, Excel, Powerpoint) в новых прошивках с возможностью их редактирования.
- Приложения: J2ME, JSR184 (3D), MIDP 2.0, MPKG, PKG, .lin скрипты.
- Синхронизация: SyncML
- Операционная система: Montavista Linux

## Интересные факты
- Motorola A1200 — это один из немногих [2] мобильных телефонов, на которых запускается OpenMoko и Qtopia 2.
- Также стоит отметить возможность изменения частоты процессора по выбору: 52\103\208\312\425\520\624МГЦ.
- Процессор может переключаться в зависимости от нагрузки в трех режимах-минимальный, средний, высокий. Для этого существует несколько программ, которые заменяют системный файл «apmd» содержащий настройки частоты ЦП.

## Похожие модели
- Motorola A780
- Motorola A1600
- Motorola ROKR E6